# Sveti Primož na Pohorju
Sveti Primož na Pohorju este o localitate din comuna Vuzenica, Slovenia, cu o populație de 351 de locuitori.